# Aharon Abuchazira

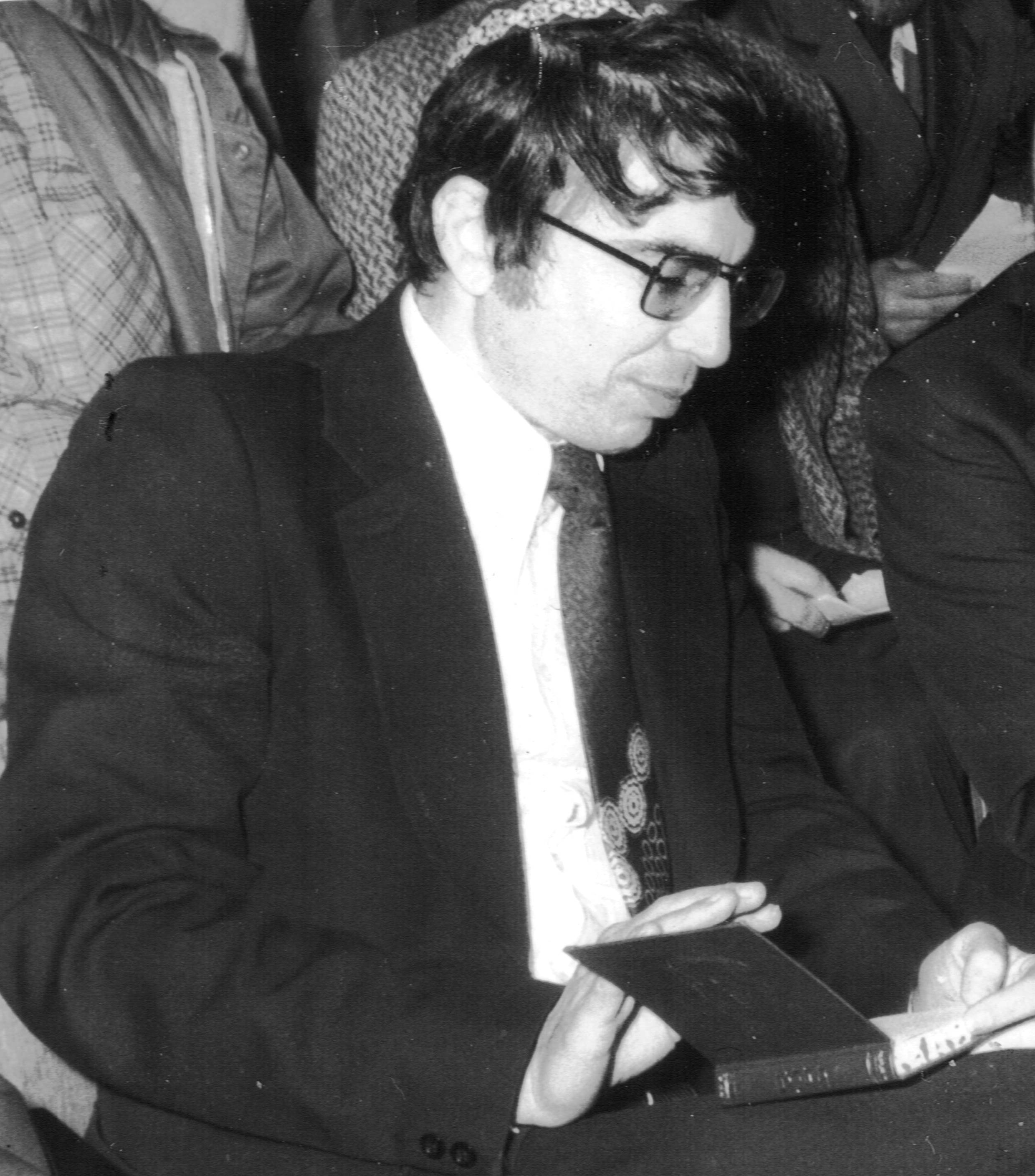
Aharon Abuhatzira in Nesher

Aharon Abuchazira (hebräisch אהרן אבוחצירא, * 28. Oktober 1938 in Tafilalet, Marokko; † 21. September 2021 in Tel Aviv) war ein israelischer Politiker, (Nationalreligiöse Partei (NRP oder Mafdal)) der von 1974 bis 1992 Mitglied der Knesset war und in den Jahren 1977 bis 1982 verschiedene Ministerposten innehatte.
Der Spross einer hoch angesehenen jüdischen Familie aus Marokko kam 1949 nach Israel, als sein Vater, der bekannte Rabbiner Yisrael Abuhatzeira, auch bekannt als Baba Sali, nach der Unabhängigkeitserklärung des Staates Israel mit seiner Familie Marokko verließ. Sein Vater wurde später Oberrabbiner von Ramla, wo Aharon Abuchazira aufwuchs. Er besuchte eine Jeschiwa und studierte anschließend an der Bar-Ilan-Universität Geschichte und hebräische Literatur. Danach arbeitete er als Lehrer.

## Politische Karriere
1969 begann seine politische Karriere in der Nationalreligiösen Partei (NRP oder Mafdal) und Aharon Abuchazira wurde erstmals in den Stadtrat von Ramla gewählt, wo er von 1972 bis 1977 das Amt des Bürgermeisters innehatte. Bei den am 31. Dezember 1973 veranstalteten Wahlen zur 8. Knesset, die vom 21. Januar 1974 bis zum 13. Juni 1977 dauerte, kandidierte er für die Nationalreligiöse Partei, der mit 10 Sitzen drittstärksten Fraktion. In der darauffolgenden 9. Knesset (13. Juni 1977 bis zum 20. Juli 1981) beteiligte sich die NRP an der Koalitionsregierung unter Menahem Begin (Likud) und erhielt zwei Ministerien: das Ministerium für Innere Angelegenheiten, das Josef Burg bereits in der vorherigen Regierung innegehabt hatte, und das Ministerium für Religion, dessen neuer Leiter Aharon Abuchazira wurde. Seine Amtszeit dauerte vom 20. Juni 1977 bis zum 5. August 1981. Im Sommer 1980 gab es Zeitungsberichte in Israel, dass es im Ministerium finanzielle Unregelmäßigkeiten gegeben haben solle, am 28. September wurde Abuchazira dazu vernommen, und am 2. Dezember 1980 wurde förmlich Anklage gegen ihn erhoben. Anklagepunkte waren die Annahme von Bestechungsgeldern und der Missbrauch von Geldern zu privaten Zwecken und denen seiner Partei. Abuchazira soll in diesem Zusammenhang 52.200 Schekel erhalten haben. Der israelische Generalstaatsanwalt Yitzhak Zamir beantragte dazu bei der Knesset die Aufhebung der parlamentarischen Immunität, der das Parlament am 13. Januar 1981 stattgab. Am 19. April 1982 wurde Abuchazira zu einer Bewährungsstrafe von vier Jahren und drei Monaten verurteilt, elf Tage später legte er seine Ministerposten nieder. Die Nachfolge im Ressort für Arbeit und Wohlfahrt trat Aharon Uzan an.
Im Laufe seiner Parlamentslaufbahn war Abuchazira Mitglied in mehreren Ausschüssen, darunter dem für Erziehung und Kultur (8. Knesset), Finanzen (10. bis 12. Knesset) und Verfassung, Gesetzgebung und Justiz (12. Knesset). In der 9. Knesset gehörte er keinem Ausschuss an.
Von 1977 bis 1981 war er Minister für Religionen und von 1981 bis 1982 war er Minister für die Aufnahme von Einwanderern sowie von 1981 bis 1982 war er Minister für Arbeit und Wohlfahrt.
1988 trat Abuchazira in die Likud-Partei ein.

## Parteivorsitzender/Bürgermeister
Des Weiteren war er Parteivorsitzender der Tnu’at Masoret Jisra’el und Bürgermeister von Ramla.

## Knessetabgeordneter
| Knesset                 | Knessetabgeordnete                                            |
| ----------------------- | ------------------------------------------------------------- |
| Israel. Wahlen 1981 (3) | Aharon Abuchazira zusammen mit Ben-Zion Rubin und Aharon Uzan |
| Israel. Wahlen 1984 (1) | Aharon Abuchazira                                             |